# Alireza Azizi
Alireza Azizi (Abadan, 12 gennaio 1950 – Teheran, 7 agosto 2021) è stato un calciatore iraniano, di ruolo attaccante.